# Les Compétences à l'école
Les Compétences à l’école  est un ouvrage des pédagogues Bernard Rey, Vincent Carette, Anne Defrance et Sabine Kahn développant les différents aspects du concept de compétences et ses conséquences pratiques.
Il a été préfacé par le pédagogue, spécialiste en sciences de l'éducation Philippe Meirieu.

## Présentation
Le développement des compétences devient un thème récurrent de la mission scolaire et les programmes de plus en plus définis à partir d'objectifs déclinés en différents types de compétences. Mais cette évolution pose beaucoup de questions sur l'orientation et aussi sur la formation des enseignants, leur adaptation à ce nouveau cursus.
Cet ouvrage se propose d'expliciter les modes d'évolution de l'éducation et les formes d'enseignements les mieux adaptés, de faire le point sur les formes de compétences à acquérir, les avantages et les inconvénients d'une telle approche, les problèmes concrets de mise en place et d'évaluation à partir de son expérience sur le terrain. Son expérience est d'autant plus intéressante que l'auteure intervient aussi bien comme enseignante et chercheuse que comme formatrice de formateurs.